# Trimalaconothrus foveolatus
Trimalaconothrus foveolatus är en kvalsterart som beskrevs av Rainer Willmann 1931. Trimalaconothrus foveolatus ingår i släktet Trimalaconothrus och familjen Malaconothridae.

## Underarter
Arten delas in i följande underarter:
- T. f. foveolatus
- T. f. sundaicus